# عبد حمد مهاوش
عبد حمد مهاوش كان نائب قائد جوي يعتقد أنه مسؤول عن قسم النقل واللوجستيات والنقل الجوي للقوات الجوية العراقية  خلال نظام صدام حسين مباشرة قبل غزو العراق عام 2003، حتى استسلامه لقوات الولايات المتحدة في 10 نوفمبر 2003. وتوفي في 26 نوفمبر / تشرين الثاني 2003 أثناء وجوده في حجز الولايات المتحدة في مركز احتجاز القائم على بعد حوالي 200 ميل (320 كـم) شمال غربي بغداد بعد اعتقال دام 16 يوماً.
تم تكليف مهاوش كضابط طيار للنقل الثقيل والجسر الجوي في عام 1969 وقاد جناحا من طائرات الشحن الثقيلة An-12 وAn-26 خلال الحرب الإيرانية العراقية. كان مسؤولا عن عمليات النقل الجوي اللوجستية في القيادة الجوية الجنوبية العراقية خلال حرب الخليج. تمت ترقيته إلى رتبة عميد / عميد جوي في عام 1991 وفي عام 1994 تولى قيادة القيادة الجوية الشرقية. تم تعيينه قائدا لقيادة النقل والنقل الجوي الاستراتيجي في عام 1999. كان لديه ما مجموعه 3125 ساعة من تجربة الطيران المسجلة في سجله من 1969 حتى 1997 على An-12 وIl-76 وAn-26.
زعمت القوات الأمريكية في البداية أن مهاوش قد تم القبض عليه خلال غارة وأنه توفي لأسباب طبيعية، لكن واشنطن بوست ذكرت لاحقًا أنه استسلم في محاولة لتأمين الإفراج عن أبنائه. وكان أربعة جنود أمريكيين قد اعتُقلوا في أكتوبر / تشرين الأول 2004 على صلة بجريمة القتل. 

## الجدل حول مزاعم الولايات المتحدة
يبدو أن ظروف القبض على مهاوش واحتجازه ووفاته كانت موضوع حملة تضليل من قبل السلطات العسكرية الأمريكية، التي تراجعت أو عدلت العديد من ادعاءاتها الأولية.
- زُعم في البداية أن مهاوش تم القبض عليه خلال غارة، لكن تم الاعتراف لاحقًا بأنه استسلم طواعية.[5]
- أشارت المعلومات التي تم الكشف عنها في البداية إلى أن مهاوش كان يتعاون وقد كشف عن أسماء المتمردين الرئيسيين، ولكن تم الاعتراف لاحقًا بأنه لم يكشف إلا القليل خلال الفترة التي عومل فيها بشكل جيد ولم يكن هناك أي شيء على الإطلاق بعد أن أصبحت التكتيكات قاسية.[5]
- على الرغم من وفاة مهاوش أثناء تعذيبه، زعم الجيش الأمريكي في بيان صحفي أن وفاته نتجت عن أسباب طبيعية.[5]

بحسب الواشنطن بوست :
بعد ساعات من وفاة مهاوش في حجز الولايات المتحدة في 26 نوفمبر / تشرين الثاني 2003، أصدر المسؤولون العسكريون بياناً صحفياً يفيد بأن السجين توفي لأسباب طبيعية بعد أن اشتكى من الشعور بالمرض. وسرعان ما وزع ضباط العمليات النفسية بالجيش منشورات مصممة لإقناع السكان المحليين بأن الجنرال قد تعاون وتغلب على المتمردين الرئيسيين. في البداية قال الجيش الأمريكي للصحفيين إن مهاوش تم القبض عليه خلال غارة. في الواقع، كان قد دخل إلى قاعدة العمليات المتقدمة في القائم في 10 نوفمبر 2003، على أمل التحدث مع القادة الأمريكيين لتأمين إطلاق سراح أبنائه، الذين تم اعتقالهم في مداهمات قبل 11 يومًا.

## التحقيق والاعتقالات والمحاكمة
وتوفي مهاوش أثناء استجوابه من قبل جنديين مرتبطين باللواء 66 للمخابرات العسكرية.  في البداية ذكر التقرير العسكري الرسمي أن "مهاوش قال إنه لم يكن على ما يرام وبالتالي فقد وعيه". ومع ذلك، عندما اندلعت فضيحة التعذيب وإساءة معاملة السجناء في سجن أبو غريب، أقر البنتاغون بأن تقرير تشريح الجثة أشار إلى أن سبب الوفاة هو "الاختناق الناتج عن الاختناق وضغط الصدر"، وأن جسده أظهر "دليلًا على صدمة قوية غير حادة للجرحى". الصدر والساقين ". وأضافت وزارة الدفاع الأمريكية (البنتاغون) أن تحقيقا جاريا في جريمة قتل. 
في أكتوبر / تشرين الأول 2004، تم إلقاء القبض على أربعة فيما يتعلق بوفاة مهاوش: ضابط الصف الأول لويس إي ويلشوفر جونيور، وضابط الصف الرئيسي جيف إل ويليامز، اللذين كانا الجنديين اللذين أجرى الاستجواب، والرقيب أول ويليام ج. والمتخصص جيري ل . 

بحسب الواشنطن بوست :
يعتقد كبار الضباط المسؤولين عن المنشأة الواقعة بالقرب من الحدود السورية أن مثل هذه «الأساليب الخانقة» كانت طرقًا معتمدة للحصول على معلومات من المحتجزين، وهي جزء مما تشير إليه الأنظمة العسكرية على أنه تكتيك «الخوف»، وفقًا لوثائق المحكمة العسكرية.
وبحسب ما ورد كان التأخير في القبض على المتهمين نتيجة إحجام الضابط القائد، العقيد ديفيد تيبلز، عن متابعة التهم وتفضيله توبيخًا بسيطًا. لم يبدأ المحامون العسكريون إجراءات المقاضاة بموجب القانون العسكري إلا بعد أن نشرت دنفر بوست سلسلة من المقالات التي تكشف المعاملة المتساهلة للمتهمين.  أكدت الوثائق التي تم الكشف عنها خلال هذه الإجراءات أن مهاوش تعرض للإيذاء الجسدي ولقي حتفه على أيدي المحققين العسكريين:
داخل كيس النوم، أخذ المعتقل البالغ من العمر 56 عامًا أنفاسه الأخيرة من خلال ضلوعه المكسورة، ملقى على الأرض تحت جندي أمريكي في غرفة الاستجواب رقم 6 في الصحراء الغربية العراقية. قبل يومين، قامت مجموعة سرية من القوات شبه العسكرية العراقية برعاية وكالة المخابرات المركزية، تعمل مع محققي الجيش، بضرب مهاوش بلا معنى تقريبًا، باستخدام القبضات والعصا والخرطوم المطاطي، وفقًا لوثائق سرية.

## عقاب
في 21 يناير 2006، أدانت هيئة محلفين عسكرية أمريكية ويلشوفر بارتكاب جريمة قتل بسبب الإهمال في وفاة مهاوش. أمرت هيئة محلفين عسكرية بتوبيخه ومصادرة أجر 6000 دولار، وحصره في منزله ومكتبه وكنيسته لمدة شهرين. 

## روابط خارجية
- حقوق الإنسان أولا؛ وراء الأسلاك: تحديث لإنهاء الاعتقالات السرية (2005)
- حقوق الإنسان أولا؛ مسؤولية القيادة: وفيات معتقلين في الحجز الأمريكي في العراق وأفغانستان

1. ↑  "Iraqi Air Force Equipment – Introduction". globalsecurity.org. 2005. مؤرشف من الأصل في 2019-01-19. اطلع عليه بتاريخ 2008-08-28.